# DREAM競馬
『DREAM競馬』（ドリームけいば）は、関西テレビ放送・東海テレビ放送・テレビ西日本をメインとして中京圏以西のFNS系列局で放送していた競馬中継のテレビ番組である。1991年10月6日放送開始で、2006年12月24日までは『ドリーム競馬』（読みは同じ）のタイトルだった。2009年12月27日をもって18年間の歴史に幕を下ろした。なお、後継となる新番組は『Keiba beat 競馬 × 鼓動→競馬BEAT→KEIBA BEAT』である。

## 概要
番組は関西圏（中京、京都、阪神、小倉）の4つの競馬場で行われるレースと関東開催場のメインレースについての実況で京都と阪神開催時は関西テレビ、中京開催時は東海テレビ、小倉開催時はテレビ西日本が制作した。ただし、重複開催時のそれ以外でのネット局での放送は関西テレビ制作分が優先され、東海テレビ・テレビ西日本制作分は自局ローカルでの放送となった。
1984年から行っていたクイズ・ゲーム形式のバラエティー的なものを取り止めて、競馬中継の原点であるレースを純粋に見るという要素に立ち返りながら、競馬を取り巻く様々なドラマを描くドキュメンタリーの要素を交えたものに刷新した。
FNSの日の放送当日は編成の都合上番組休止となったが、重賞競走に限り全国放送で中継が行われた。これに伴い、通常『KEIBAワンダーランド』（KBS京都制作）をネットする局が代替で放送を行った。但し一部の独立UHF放送局では全国高等学校野球選手権大会の県予選中継を優先して、競馬中継自体を行わない場合もあった。
GIレース当日の中継では『DREAM競馬』という番組名自体が番組中にはあまり登場せず、番組タイトルやCMに入るときのテロップも当該GIレースの名称が表示された。番組終了時のクレジットに辛うじて「『DREAM競馬』 終（もしくはEND）」と表示される程度であった。
かつてはGIレース出走前に各レースごとに違うアニメーションを流していたが、いつしかGIレース共通のアニメーション（「GI」と文字が出る）に変更された。しかし、レースごとの違いを明確にするための工夫がなされていた。この傾向は東海テレビや北海道文化放送にも影響を与えた。
関西テレビ制作分のみ、ネット局を含めてワンセグで番組連動データ放送（注目レースの出馬表・単勝オッズ・レース結果、杉本清の勝ち馬予想コラム「清のつぶやき」などを提供）を実施していた。この連動データ放送は後番組の『競馬beat』でも『DREAM競馬』時代のコンテンツをほぼそのまま継承して実施されている。
ディープインパクトの三冠達成が懸かっていた第66回菊花賞が行われた2005年10月23日は14:35から16:00の枠で、フジテレビの『スーパー競馬』との共同制作で京都競馬場から放送された。当初『スーパー競馬』では同番組司会の福原直英（当時フジテレビアナウンサー）が京都に出張して、レポートする形で放送する予定になっていたが、福原が飲み友達でもある本番組司会（当時）の宮川一朗太にその話をしたところ「一緒に放送する?」と話が盛り上がり、共同制作になった。『スーパー競馬』からは福原、若槻千夏、井崎脩五郎、岡部幸雄が、『ドリーム競馬』からは宮川、水野麗奈、細江純子、杉本らが出演。カメラ21台、スタート地点、空撮、並走カメラなどを加えて立体的に競馬中継をした。

## 放送時間
- 通常：毎週日曜 15:00 - 16:00
  - 天皇賞（春）、東京優駿（日本ダービー）、菊花賞、ジャパンカップ、有馬記念の開催日は14:35開始。
  - F1日本グランプリ中継がある日は変更がある場合があった。

## ネット局
| 放送対象地域  | 放送局                | 系列           | 放送曜日・時間     | 遅れ日数   |
| ------------- | --------------------- | -------------- | ------------------ | ---------- |
| 近畿広域圏    | 関西テレビ（KTV）     | フジテレビ系列 | 日曜 15:00 - 16:00 | 制作局     |
| 中京広域圏    | 東海テレビ（THK）     | フジテレビ系列 | 日曜 15:00 - 16:00 | 制作局     |
| 福岡県        | テレビ西日本（TNC）   | フジテレビ系列 | 日曜 15:00 - 16:00 | 制作局     |
| 富山県        | 富山テレビ（BBT）     | フジテレビ系列 | 日曜 15:00 - 16:00 | 同時ネット |
| 石川県        | 石川テレビ（ITC）     | フジテレビ系列 | 日曜 15:00 - 16:00 | 同時ネット |
| 福井県        | 福井テレビ（FTB）     | フジテレビ系列 | 日曜 15:00 - 16:00 | 同時ネット |
| 鳥取県 島根県 | 山陰中央テレビ（TSK） | フジテレビ系列 | 日曜 15:00 - 16:00 | 同時ネット |
| 岡山県 香川県 | 岡山放送（OHK）       | フジテレビ系列 | 日曜 15:00 - 16:00 | 同時ネット |
| 広島県        | テレビ新広島（TSS）   | フジテレビ系列 | 日曜 15:00 - 16:00 | 同時ネット |
| 愛媛県        | テレビ愛媛（EBC）     | フジテレビ系列 | 日曜 15:00 - 16:00 | 同時ネット |
| 長崎県        | テレビ長崎（KTN）     | フジテレビ系列 | 日曜 15:00 - 16:00 | 同時ネット |
| 熊本県        | テレビ熊本（TKU）     | フジテレビ系列 | 日曜 15:00 - 16:00 | 同時ネット |
| 鹿児島県      | 鹿児島テレビ（KTS）   | フジテレビ系列 | 日曜 15:00 - 16:00 | 同時ネット |

### ネットに関する特記事項
テレビ熊本ではGI・JpnI競走開催日のみの放送（NHKマイルカップを除く。GI競走のみ荒尾競馬場で発売される関係のため）。高松宮記念の開催と同局が毎年行っている「TKUの日」の最終日が重複してしまった年は「TKUの日」の放送を14時台で終了し、15時から『ドリーム競馬』を放送している。
重複していない年（2007年など）は15時台も「TKUの日」が放送された。
中央競馬のGI競走を発売しない金沢競馬場のある石川テレビでは放送されていたが、高知競馬場のある高知さんさんテレビや佐賀競馬場のあるサガテレビでは放送されなかった。また、クロスネット局であるテレビ大分（FNS・NNS系列）とテレビ宮崎（FNS・NNN・ANN系列、番組ネットのNNSには非加盟）でも放送されなかった。
富山テレビ、石川テレビ、福井テレビは2002年4月7日から放送を開始した。
岡山放送・山陰中央テレビ・テレビ長崎は、エリア内にウインズが開設されたのと同時にネットを開始した（それぞれ高松市・米子市・佐世保市に存在）、それまでは3局は未放送だった。
なお、通常主催者クレジットのアナウンスは「主催はJRA日本中央競馬会です（でした）」とするが、この番組では関西テレビに限り「この放送はJRA日本中央競馬会の主催でお送りします（しました）」と、他番組の提供クレジット読みに倣っていた。

## 制作局のスケジュール
各ネット局の放送スケジュールは以下のとおり。代替開催などを除く。

### 1991年から1995年まで
| ネット局                   | 1月上旬～中旬  | 小倉1月下旬～2月中旬 | 2月下旬        | 中京3月        | 4月上旬～6月中旬 | 中京6月中旬～7月上旬 | 小倉7月中旬～9月上旬 | 9月上旬～11月下旬 | 中京12月       |                |
| -------------------------- | -------------- | -------------------- | -------------- | -------------- | ---------------- | -------------------- | -------------------- | ----------------- | -------------- | -------------- |
| 関西テレビ （下記3局以外） | 関西テレビ制作 | 関西テレビ制作       | 関西テレビ制作 | 関西テレビ制作 | 関西テレビ制作   | 東海テレビ制作       | テレビ西日本制作     | 関西テレビ制作    | 関西テレビ制作 |                |
| 東海テレビ                 | 関西テレビ制作 | 関西テレビ制作       | 関西テレビ制作 | 東海テレビ制作 | 関西テレビ制作   | 東海テレビ制作       | テレビ西日本制作     | 関西テレビ制作    | 東海テレビ制作 |                |
| テレビ西日本               | 関西テレビ制作 | テレビ西日本制作     | 関西テレビ制作 | 関西テレビ制作 | 関西テレビ制作   | 東海テレビ制作       | テレビ西日本制作     | 関西テレビ制作    | 関西テレビ制作 |                |
| テレビ熊本（G1のみ）       | 放送無し       | 放送無し             | 放送無し       | 放送無し       | 関西テレビ制作   | 放送無し             | 放送無し             | 関西テレビ制作    | 関西テレビ制作 | 関西テレビ制作 |

### 1996年から2009年まで
| ネット局                   | 1月上旬～中旬  | 小倉1月下旬～2月中旬 | 2月下旬        | 中京3月        | 4月上旬～5月中旬 | 中京5月下旬～6月中旬 | 6月中旬～7月上旬 | 小倉7月中旬～9月上旬 | 9月上旬～11月下旬 | 中京12月       |
| -------------------------- | -------------- | -------------------- | -------------- | -------------- | ---------------- | -------------------- | ---------------- | -------------------- | ----------------- | -------------- |
| 関西テレビ （下記3局以外） | 関西テレビ制作 | 関西テレビ制作       | 関西テレビ制作 | 関西テレビ制作 | 関西テレビ制作   | 東海テレビ制作       | 関西テレビ制作   | テレビ西日本制作     | 関西テレビ制作    | 関西テレビ制作 |
| 東海テレビ                 | 関西テレビ制作 | 関西テレビ制作       | 関西テレビ制作 | 東海テレビ制作 | 関西テレビ制作   | 東海テレビ制作       | 関西テレビ制作   | テレビ西日本制作     | 関西テレビ制作    | 東海テレビ制作 |
| テレビ西日本               | 関西テレビ制作 | テレビ西日本制作     | 関西テレビ制作 | 関西テレビ制作 | 関西テレビ制作   | 東海テレビ制作       | 関西テレビ制作   | テレビ西日本制作     | 関西テレビ制作    | 関西テレビ制作 |
| テレビ熊本（G1のみ）       | 放送無し       | 放送無し             | 関西テレビ制作 | 関西テレビ制作 | 関西テレビ制作   | 東海テレビ制作       | 関西テレビ制作   | 放送無し             | 関西テレビ制作    | 関西テレビ制作 |

## 関西テレビ制作

### 出演者

#### 番組開始から2006年
キャスター
- 宮川一朗太（1991年10月 - ）
- 水野麗奈（2003年4月 - ）

両者は2006年12月24日の放送をもって番組を卒業。
ご意見番
- 杉本清（1994年1月 - ）

杉本の前には杉本の大学の先輩にして先輩アナウンサー・松本暢章がご意見番を務めていた（1993年12月まで）。
解説
- 大坪元雄（1991年10月 - ）

GI特別レポーター
- 細江純子 - 元騎手（2003年10月 - ）

GI以外でもディープインパクトが出走した2005年9月25日の神戸新聞杯、2006年3月19日の阪神大賞典（共にGII）でも彼女のレポートがあり同年は関西テレビ制作以外にも東海テレビ制作（高松宮記念、神戸新聞杯）、テレビ西日本制作（小倉2歳ステークス）にも登場し『DREAM競馬』以外のフジテレビ系列の競馬中継では『スーパー競馬』のオークスと有馬記念、『ドラマチック競馬』の函館記念でもレポートを務めた。なお、細江がGIリポート担当を始めてからKTV制作のこの番組で唯一リポート担当しなかったGIレースは杉本の最後の実況となった2004年の宝塚記念のみ（このときは岡安アナが担当だった）である。
実況
- 杉本清（1994年頃より徐々に実況レース数を減少させ、1997年よりフリーとなり、2004年の宝塚記念を最後に勇退）
- 馬場鉄志（1994年頃よりGI実況レース数を増加するようになった）
- 石巻ゆうすけ
- 大橋雄介（時折ナレーションもしていた）
- 豊田康雄（1995～1997年頃。岡安に交代）
- 岡安譲（1997年秋頃に豊田より交代）
- 吉原功兼（2005年、新人研修の一環として出演）

ドリーム競馬移行後は、実況レギュラーアナウンサーを増やす方針となり、競馬中継→エキサイティング競馬時代と比較して実況レギュラー陣が増加した。
かつてのキャスター
- 斉藤絵里（1991年10月 - 1996年7月）
- 田村美保（1996年9月 - 2000年7月）
- 脇屋香名子（2000年9月 - 2003年3月）

かつての解説者
- 須貝四郎（元騎手、前番組から引き続いての出演。1994年死去）

エピソード
1995年9月17日・1996年9月22日は、オリックス・ブルーウェーブ（現：オリックス・バファローズ）の優勝争いに関連して、関西テレビのみオリックス戦（いずれもグリーンスタジアム神戸）の中継を放送し、中継内でレースのVTRや結果を挿入した。一方ネット局には通常通りの内容での本番組を裏送りした。なお、両日共に中山競馬が台風の影響で開催中止になっている。
2001年1月28日は北海道文化放送の吉田雅英アナウンサーが助っ人として実況を担当したが、テロップ表示は「北海道文化放送」ではなく略称の「uhb」になっていた。更にその日は東京競馬場が雪の影響で開催中止になったため、『スーパー競馬』を放送している地域でも京都競馬場のメインレース（第11競走）だけではなくその前の第10競走も放送した。
放送終了直前には司会の宮川が重賞の勝ち馬や関係者に合わせたコメント（馬名の由来や関係者の経歴）で締めるのが慣例となっていた。
2006年12月10日の放送で、宮川と水野が12月24日放送分を最後にキャスターを勇退することが発表された。尚、自社制作版が放送されている東海テレビへは別途「関西テレビからのお知らせ」という形で発表された。

#### 2007年から番組終了
以下の陣容は、2006年12月15日に関西テレビがホームページ上で発表した。それまでの番組スタイルと決別し、新しい番組として再出発することをアピールする顔ぶれとなった。
吉原が正式に加わった背景としては、吉原が今後もスポーツ専業になるためであるが、主因は杉本と大坪の高齢化に加え馬場も2010年で定年を迎えることからアナウンス陣でも後継を育成する必要があったからである。一方で岡安は当時スポーツ専業ではなく報道・情報系も担当しているため、場合によっては番組に参加できない場合もあった。なお、番組末期には川島壮雄も加わった。
キャスター
- 柳沼淳子（セント・フォース）

レギュラー（コメンテーター）
- 杉本清

解説
- 大坪元雄
- 鈴木由希子（パドック）
- 門口博光
- 高橋賢司

大坪以外は競馬エイト所属。鈴木、門口はテレビ西日本制作分の出演歴がある。なお門口と高橋は隔週交替。
フィールドキャスター
- 細江純子（不定期出演）
- 吉原功兼
- 川島壮雄（2009年1月25日放送分にて初出演）

実況
- 馬場鉄志
- 石巻ゆうすけ
- 大橋雄介
- 岡安譲

ナレーション
- 長田和彦

従来からの変更点は以下のとおり
2006年までは出走馬リストは司会者が紹介し馬体重と馬の様子はパドックの放送席から伝えるスタイルだったが、これを出走馬リスト・馬体重はナレーターが影読みし馬の様子は注目馬のみ競馬エイトの関係者がコメントする形式に変わった。これにより大坪は実況解説のみになった（ただし、関西GIに関してはパドックも担当する）。
これに関して杉本は関西テレビ内のHP「杉本清 夢の一頭」2007年1月12日付の記事においてパドックの時間になると視聴率が急落してしまうので、これを何とかしたいという制作者側の意向があることを明らかにした。パドックの時間を極力減らすことにより興味を持ってもらい、レースへつながればという意向であった。なお、GIレースの時は全馬紹介を行う見込みだということも明記してある。
リニューアル後は進行の任務は柳沼1人が担った。またカメラ撮りの構図も2006年までは宮川・水野のツーショットをベースとしどちらかのワンショットは瞬時的に効果を発揮する場面でのみ使用するスタイルだったが、リニューアル後は柳沼のワンショットがベースになっている。
フジテレビの『スーパー競馬』も、同時にリニューアルが行われた。
当時、フジテレビ系列では日本で開催される「F1日本グランプリ」を生中継していて、2007年・2009年の日本グランプリはGI競走スプリンターズステークス開催日と重なった。

### 関西テレビ制作分の特徴
番組開始当初は杉本がGIを実況することが多かったが、1993年より徐々に馬場との割合を変えていき、杉本の定年後は馬場に完全にバトンタッチした。番組末期の2008・2009年は宝塚記念と阪神ジュベナイルフィリーズを石巻、秋華賞を大橋、マイルチャンピオンシップを岡安が実況し残りのGIは馬場が担当した。
大阪国際女子マラソンやダイヤモンドカップゴルフの日には、スポーツ担当のアナウンサーの大半が駆り出されることで実況者がいなくなることがあり、その場合は杉本が一時的に復帰して実況に入ることもあったが、2004年の杉本の勇退後は、助っ人として東海テレビもしくは北海道文化放送のアナウンサー（他のFNS系列では福島テレビとNST新潟総合テレビで競馬中継を放送している関係上、競馬実況可能なアナウンサーが両局に数名いるが、両局からは助っ人の派遣はされない）が関わることがあった。なお、競馬BEAT→KEIBA BEAT以後は北海道文化放送の助っ人派遣はなくなり、テレビ西日本からの派遣に切り替えている（東海テレビの助っ人派遣は継続）。
かつてはパドックの馬名表示の際にその馬が連対（1着か2着に入り、その馬に振り分けられた馬・枠番号が2連勝馬券の当たり目の対象になること）した際の馬体重の幅を表示していたが、後に廃止された。
かつてはメインレースの全出走馬の血統評価を馬番順に放送していた。
2006年1月8日放送分から馬名などを表示する文字テロップのデザインが一新され、青を基調とするものになった（字体はこれまでと同じ明朝体ベースである。フジテレビの『スーパー競馬』も一時期明朝体ベースだった。現在は角ゴシック体ベースになっている）と同時にこのまま確定したときの着順と主要賭式（馬連・馬単・3連複・3連単）の想定オッズが表示されるようになった。
なお、京都及び阪神の開催のない時期（当時例年5月下旬 - 6月中旬、7月中旬 - 9月上旬だが年によって多少の変更あり）の関西テレビ版の制作は休止されるため当該時期には関西テレビとその他ネット局でも後述の東海テレビまたはテレビ西日本制作分が放送される。
他場レースのときは、その競馬場のCGアニメーションで切り替えられる（中山の場合、NAKAYAMAなど）。
2009年10月18日放送分（秋華賞当日）より関西テレビ制作の西主場GIレース当日の中継は音声を5.1chサラウンドで放送するようになった。

### 歴代使用曲（関西テレビ）
オープニング曲（GI開催時除く）
- I Will Love Again（Lara Fabian、2000年のアルバム「Lara Fabian」に収録。? - 2001年7月）
- The Ascent Of Stan（Ben Folds、2001年のアルバム「Rockin' the Suburbs」に収録。2001年9月 - 2002年7月）
- My Star（Naimee Coleman、2001年のアルバム「Bring Down the Moon」に収録。2002年9月 - 2003年7月）
- See Clearly（Maktub、2003年のアルバム「Khronos」に収録。2003年9月 - 2004年12月）
- Stronger Together（D-SIDE、2004年のアルバム「Stronger Together」に収録。2005年）
- Come Back Down（Lifehouse、2005年のアルバム「Lifehouse」に収録。2006年）

パドック曲（GI開催時除く）
- スプリング・ジャーニー（小曽根真、1991年のアルバム「パラダイス・ウィングス」に収録。1993年 - 1996年　GI開催時）
- Facing North （Dan Siegel、1993年のアルバム「The Getaway」に収録。1994年 - 1996年）

- Montreal 350（Steve Barakatt、1994年のアルバム「Audace/Audacity」に収録。1997年頃 - 2006年12月）
- You And Me（Steve Barakatt、1996年のアルバム「Escape」に収録。1996年秋 - 2002年6月　GI開催時）
- A Father's Love（アルバム「EMOTIONAL THEMES Vol.1」に収録（一般に市販されず）。2002年秋華賞、2002年阪神ジュベナイルフィリーズ）
- Heroes（アルバム「OLYMPIC CHALLENGE vol.1」に収録（一般に市販されず）。2002年菊花賞、2002年11月、2003年4月 - 2009年12月）

結果速報時（GI開催時除く）
- COSMIC RANAWAY（access　インストロメタル版。杉本在籍時。ちなみに彼が結果をアナウンスしていた）

エンディング曲（GI開催時除く）
- Our Song（M2M、2000年のアルバム『Shades Of Purple』に収録。? - 2001年5月）
- Big Big World（Emilia、1999年のアルバム『Big Big World』に収録。2001年6月17日 - ?）
- Perfect Bliss（Bellefire、2001年のアルバム『After The Rain』に収録。? - 2002年7月）
- Now That I Found You（Human Nature、1999年のアルバム『Counting Down』に収録。2002年9月 - 2003年7月）
- Closer To You（Thalía、2003年のアルバム『Thalía』に収録。2003年9月 - 2004年12月）
- Crush On You（Tata Young、2004年のアルバム『I Believe』に収録。2005年）
- All The Love In The World（The Corrs、2000年のアルバム『In Blue』に収録。2006年）

競馬関連のニュース（前日の競馬の話題が出るときもある）
- ラハイナ（DEPAPEPE）

### スタッフ
- プロデューサー：大槻文人
- ディレクター：野村亙

## 東海テレビ制作

### 出演者
キャスター
- 黒沢良
- 水島裕
- 稲葉寿美（東海テレビアナウンサー）
- 藤原みえ
- 清水美紀（東海テレビアナウンサー）
- 山田雅人
- 奥ゆり

解説
- 草野武志（中日スポーツ）
- 大坪元雄（3月最終日=高松宮記念開催日、5月下旬 - 6月中旬）

実況（東海テレビアナウンサー）
- 斉藤誠征[5]
- 加藤晃[6]
- 吉村功（ご意見番。THK退職後も2004年まで出演）
- 植木圭一（東京支社広報異動により離れた。その後はアナウンス部長として復帰[7]）
- 森脇淳（2007年の中京記念では勝利騎手インタビュアーとして久々に復帰）
- 宗宮修一
- 小田島卓生

### 東海テレビ制作分の特徴
京都・阪神の開催のない時期（当時5月下旬 - 6月中旬、年によって多少の変更あり）は関西テレビを含めた全ネット局に放送されるが、中京競馬が京都・阪神との重複開催となる時期（当時は主に3月・12月分）は東海テレビのみ独自に差し替えて放送する。ただし、代替開催などで中京競馬場が開催されるときは上記以外でも放送する時がある。
関西テレビ版に近い構成になっている。馬名などを表示する文字テロップは以前は福島テレビと同じものを使用していたが、2006年3月の中京開催からKTVと同様のものを使用している。
以前、名古屋国際女子マラソンが開催される日や、東海テレビ主催のスポーツイベントがあった場合は他局（関西テレビまたは福島テレビ）のアナウンサーが代理で実況していた（前身のエキサイティング競馬時代では福島テレビまたは北海道文化放送所属アナウンサーが主に代理担当であったが、両局でも都合がつかない場合に限り、関西テレビが代理していた。なおドリーム競馬以降では北海道からの助っ人派遣は取りやめている）。晩年は斉藤・加藤のいずれかが残って担当していたため、他局からの助っ人派遣は行われていなかったが、2007年は両者ともマラソン担当となった上に、福島からの助っ人派遣も調整できなかったため、関西テレビの石巻が応援に駆けつけた。
2007年度の11月25日のジャパンカップは馬インフルエンザの影響でその代替開催として前日より中京競馬が開催されていたが自社制作せず、関西テレビの通常のDREAM競馬をネットした。
2008年度は第1回が3月（5週間）、第3回が12月（3週間）に変更されることになった。
2009年度は1月（第1回・3週間）も放送された。2009年3月29日は、放送終了後に中山競馬場でマーチステークス（GIII）が最終レースに行われたため、放送中に山田・奥からその案内があった。
重賞にライバル局の中部日本放送が協賛する「CBC賞」という競走があり、それが日曜日に開催されることが多いため「東海テレビ放送がお送りするCBC賞」と放送したこと（特に吉村功が実況をする時はこのフレーズをほぼ必ず述べていた）があった。

## テレビ西日本制作
以前、タイトルロゴは「ドリーム競馬 KOKURA」と通常と同じロゴの下に「KOKURA」の文字が入っていた。後期はタイトルを統一。ただ、以下の項目で示すようにDREAM競馬の中で異彩を放つ。

### 出演者
キャスター
- 佐藤征一（元TNCアナウンサー。2001年まではゲスト1名とともにキャスター、その後は定年退職までプロデューサー）
- 田中啓子
- 沢木美佳子（2001年夏開催・2002年冬開催）
- 藤城真木子（2002年冬 - 2007年冬開催）
- 高山梨香（元TNCアナウンサー。2007年夏 - 2009年冬開催）
- 大谷真宏（TNCアナウンサー。2009年夏開催。2009年冬開催まではレース実況を担当していた）

レギュラーコメンテーター
- 高橋源一郎（2001年夏 - 2007年冬開催）

解説
夏と冬とでがらりとメンバーが入れ替わる（夏は西日本表開催、冬は裏開催のため）。
- 大坪元雄（夏開催メイン解説）
- 鈴木由希子（夏開催パドック担当。2007年から関西テレビ版も兼任）
- 播磨政勝（ターフライター、元競馬エイト。冬開催スタジオ解説）
- 喜多村克利（競馬エイト。冬開催実況・パドック解説担当）
- 岩田久美（元ターフライター・タレント・当時大阪日刊スポーツ新聞社競馬担当記者。特集番組解説。NHK競馬中継にも出演していた）
- 松本晴夫（解説、競馬ブック所属）
- 米満浩生（解説、同上）

以前は競馬ブックのトラックマン・記者が数多く解説者に名を連ねていた。末期は、競馬エイト関係者が数多く出演していた。
実況
- 佐藤征一（元TNCアナウンサー）
- 川﨑聡（TNCアナウンサー）
- 大谷真宏（TNCアナウンサー）
- 坂梨公俊（TNCアナウンサー）

フィールドキャスター
- 江坂透（TNCアナウンサー）

### テレビ西日本制作分の特徴
京都・阪神の開催のない7月中旬 - 9月上旬、いわゆる「夏競馬」の時期には関西テレビを含めた全ネット局に放送されるが小倉と京都が重複開催となる1-2月期、いわゆる「冬競馬」の時期についてはテレビ西日本のみ独自に差し替えて放送する。
多彩なゲストが出演することが多い。原則として司会者+ゲスト1名の形式で進行する。
高橋・藤城が司会をした頃はほとんどゲスト出演が無く、まれに間寛平や宮川が出演する程度だった。
テレビ西日本では局所属アナウンサー自体が少なく、また川﨑・大谷ともプロ野球やバレーボールなど他のスポーツ中継と掛け持ちしている。これらが別枠で放送される日の場合、実況アナウンサーが足りなくなるため、パドック実況にはの関西テレビより助っ人が派遣だれる。ただし、東海テレビや関西テレビとは異なり、北海道文化放送やテレビ福島及びNST新潟総合テレビなどの、競馬中継を自局で放送していることで実況可能なアナウンサーのテレビ西日本への助っ人派遣は、関西テレビを除き行われていない。
『DREAM競馬』で唯一、番組冒頭に「FUJI NETWORK SPORT」のロゴ映像が挿入されていた時期があった。
馬名などを表示する文字テロップは2005年までフジテレビの『スーパー競馬』で使われているものをベースにしていたが、2006年の小倉冬開催から『DREAM競馬』統一様式を使用している。但し、パドック紹介時に単勝オッズ・人気が表示されない代わりに騎手の顔写真が表示されるなど関西テレビ・東海テレビのものとは若干の相違がある。

### テレビ西日本制作分のエピソード

#### 番組開始から2006年
かつては「チェックマン」というコーナーがあって、小倉競馬のメインレースに出走する馬から1頭を取り上げ多角的に分析するコーナーがあった。小倉の夏開催のレースで1番人気の戦績が他の開催に比べ、芳しくないことから「1番人気を消した方が馬券で勝てるのでは」という考えから誕生したコーナーだった（開始当初のコーナー名は「有力馬チェック」）。開始して間もない頃は「戦績に傷を付けることがないようにレースを選んで出走させているのに、そんなゲンが悪くなるようなインタビューに答えて欲しいなんて何を考えているんだ」と言われるほどに取材先の陣営からの印象は決して良くはなかったが、コーナーの的中率（つまり、1番人気が芳しくない戦績を収めること）が高くなっていくと次第にそのような批判的な意見は無くなっていったという。
藤城は司会をしていた頃、高校時代の乗馬経験を活かして小倉記念の本馬場入場の際に誘導馬上からリポートするのが恒例となっていた。しかし2006年はレーススケジュールがそれまでと比べ大幅に変更されたこともあり行われず、翌2007年の冬開催を最後に藤城が番組を降板してしまったためこの企画は2002年からの4年間限定で終わった。
以前は北九州市で思春期を過ごしたわたせせいぞうのオープニングイラスト、スタジオ内の絵画も恒例となっていた。小倉リニューアルの際にはわたせがゲストとして呼ばれた。
わたせの絵は現在でも北九州市が観光PR用に使っている。
スポンサーを務める重賞レース「テレビ西日本賞北九州記念」の開催週は、通常の放送時間外（平日午後）にレース展望を含めた特別番組が制作・放送されたこともあった。この番組にも夏開催時に解説を務める大坪が出演した。
2004年の夏開催放送には、当時KTV版の司会を務めていた宮川が出演。
2004年の小倉記念当日、騎乗予定が無かった池添謙一騎手が急遽出演。

#### 2007年から番組終了
2007年夏の開催からハイビジョン制作となった。
これは小倉競馬場では皿倉山にある八幡テレビ・FM放送所からの地上デジタルテレビジョン放送が2006年10月1日開始のため、それまではハイビジョンで見ることができなかったからである。
実はこの状態はTNCに限ったことであり、FNSで競馬中継を制作する他の6社についてはJRAの競馬場で放送開始から地上デジタルテレビジョン放送（ワンセグ込み）を見ることができる（北海道文化放送：札幌、福島テレビ：福島、新潟総合テレビ：新潟、フジテレビ：東京・中山、東海テレビ：中京、関西テレビ：京都・阪神）。
2007年1月末、関西テレビのリニューアルを受け藤城が結婚を機に同年の小倉冬開催を最後に司会を降板することを自身のホームページで明かした。
前年末の有馬記念特番（次項参照）では、サンズエンタテインメント所属の小林恵美が岩田久美とともにゲスト出演した。
また鈴木が関西テレビ版も兼任になったので、鈴木の後輩である喜多村克利が2007年冬開催から新たに解説に加わり務めていた。
2007年2月11日の放送を最後に、藤城に加えて高橋も降板した。
2007年夏の開催からは関西テレビ版に倣い、高山梨香アナウンサーが単独で司会進行。しかし、関西テレビ版（2007年～番組終了）や東海テレビ版（毎年）で様々な問題が生じていることや競馬中継未経験者であり且つ初司会でもある高山アナをフォローする為に、毎回「目付け役」としてゲスト（主に、競馬中継の司会・アシスタント・リポーター経験者や元騎手）が配置されている（ゲスト出演者については上記を参照）。これは佐藤元アナが司会をしていた頃のスタイルに近かった。2008年は競馬ファンのタレント等もゲスト出演していた。
2007年7月29日は恒例となった『FNS27時間テレビ』放送のため番組自体が休止となったが、この日は小倉記念が開催されたため、このレースの中継のみ27時間テレビの放送内で中継された。なお、『BSフジ競馬中継』は新潟競馬場の中継をメインに放送したため、小倉のレースは小倉記念のみ中継された。
2007年夏開催から2年間担当していた高山アナは、2009年7月3日付でテレビ西日本を退社。よって、この年の冬開催を最後に降板となった。
2009年夏開催は、それまで実況陣の一人であった大谷真宏アナが司会を務めた。男性アナウンサーが司会を務めるのは佐藤元アナ以来8年ぶりのことであった。また、インタビュー担当アナウンサーの紹介テロップも表示されるようになった。

### 歴代使用曲（テレビ西日本）
- 1997年・夏開催時…『二人だけのデート』（ベイ・シティ・ローラーズ） - 『はなまるマーケット』（TBS）で開始から10年以上に渡ってOPのトークのBGMとして流されていた物と同じバージョン。

### 関連イベント
通常放送とは別に東京優駿（日本ダービー）、有馬記念が行われる際には前日（土曜日）昼にテレビ西日本のみで特集番組が放送される。高橋・藤城の進行でゲストを迎え、レースを展望する。
両レースの場合はこれ以外にも「ドリーム競馬スペシャル ザ・（レース名）」と銘打ったイベントがレース前々日（金曜日）にTNC本社内パヴェリアホール（ただし2007年のダービーは明治安田生命ホール、有馬記念は都久志会館）にて行われる。
大坪、播磨ら番組解説者のほか各紙のターフライター、トラックマンが集結し予想を繰り広げる。
また高橋らも登場し、予想を主としたゲームなどを行っている（杉本も電話出演することが多い）。
一般視聴者も観覧できる。
以前はこのイベントの模様がそのまま放送されていたが2005年からイベント自体がJRAとの共同開催（どちらかといえばJRA主体）となったため映像の使用権がJRAに移り、テレビ西日本であっても一部しか放送できなくなった。

## 関連商品
- 中央競馬GI競走（西暦）総集編（DVD）
  - 発売元：関西テレビ放送、メディアプルポ（関西テレビグループ）、ポニーキャニオン
  - 当該年の中央競馬の全てのGI競走の映像を収録。FNS系列局の競馬中継の映像を採用。番組でも、発売前後にプレゼントされることがある。

- 中央競馬ビデオ年鑑シリーズ
- 中央競馬LD年鑑シリーズ
- 中央競馬DVD年鑑シリーズ
  - 制作：フジテレビ映像企画部、発売：ポニーキャニオン
  - 当該年の中央競馬の全ての重賞競走のレース映像を年度上半期と下半期に分けて発行。当番組の実況映像・音声が採用されている。